# Anna Gadt

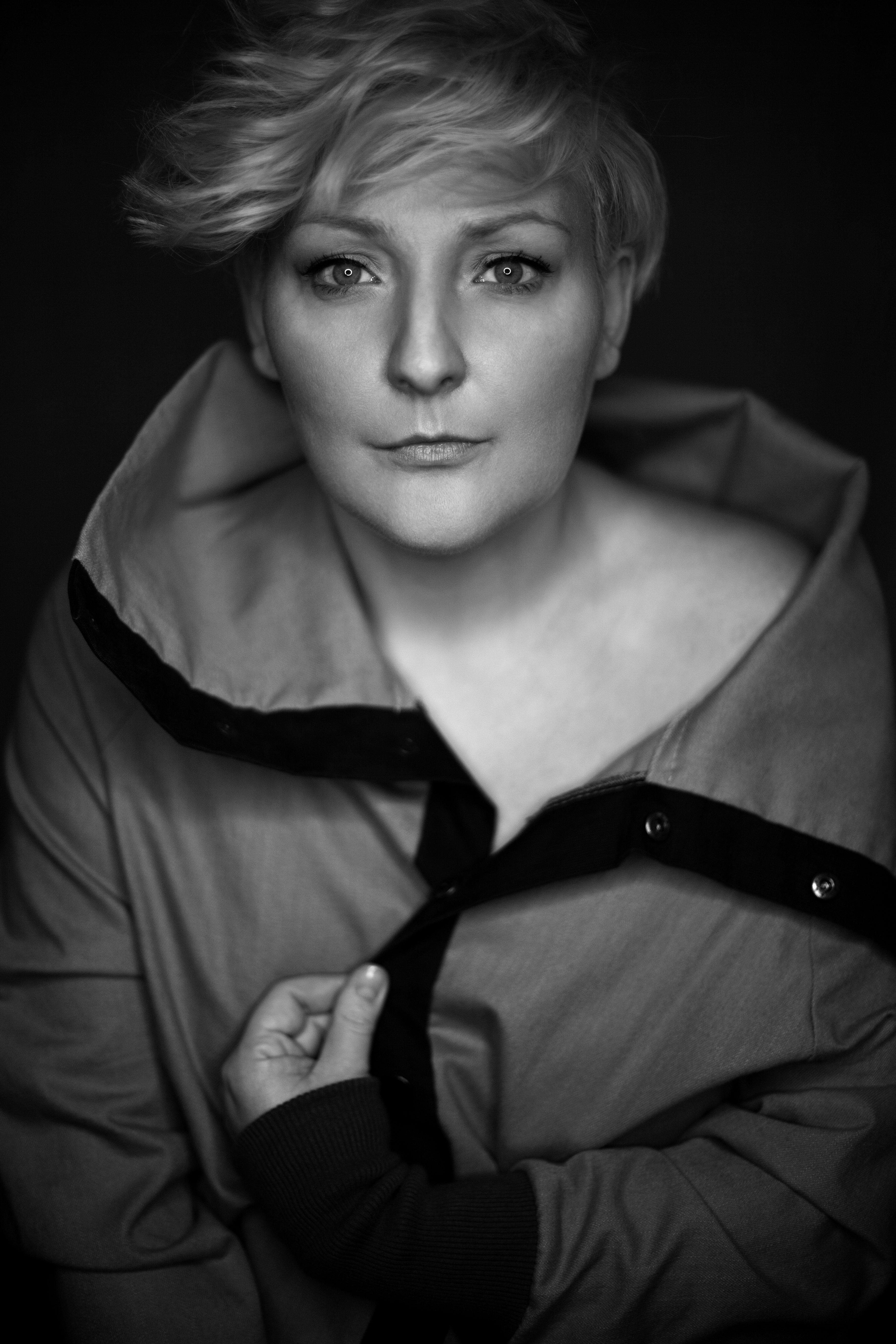
Anna Gadt (2013)

Anna Gadt (* 12. Mai 1981 als Anna Stępniewska) ist eine polnische Jazzmusikerin (Gesang) und Gesangspädagogin.

## Leben und Wirken
Gadt begann mit neun Jahren mit klassischem Klavierunterricht an der staatlichen Musikschule in Kutno; sie schloss die Klavierklasse mit Auszeichnung ab und studierte zunächst klassische Musik. Beeindruckt durch ein Solo von Toots Thielemans auf Pat Methenys Secret Story wechselte sie zum Jazz. 2002 wurde sie in das Jazz-Institut der Musikakademie Katowice aufgenommen. 2013 promovierte sie in der Disziplin Jazzgesang über das Thema „Literarische Bedeutung des Textes und praktische Anwendung in der Jazzmusik.“
2001 lernte sie Szymon Makohin und Michał Jabłoński kennen, mit denen sie zwei Jahre später die Neo-Soul-Band Fizz the Fire gründete. 2004 trat sie mit dieser Formation beim Smart Jazz Festival in Warschau auf, und im Folgejahr spielten sie in der dortigen Kongresshalle als Vorgruppe der britischen Band Brand New Heavies. Auftritte in Deutschland und beim Saulkrasti Jazz Festival in Lettland schlossen sich an.
Im August 2008 veröffentlichte sie ihr Debütalbum Na mojej drodze, das in der Kategorie „Newcomer des Jahres im Jazz“ für den Fryderyk nominiert wurde. Sie nahm dann den Namen ihrer Mutter als Künstlernamen an. Ihr zweites Album Still I Rise erschien 2010 unter dem Namen Anna Gadt; dabei wurde sie von Rafał Stępień, Maciej Garbowski und Krzysztof Gradziuk unterstützt. Auf ihrem dritten Album Breathing arbeitete sie mit dem RGG Trio (neben Garbowski, Gradziuk der Pianist Łukasz Ojdana). 2015 trat Gadt als Ella in der von Paweł Mykietyn komponierten Oper The Magic Mountain auf. 2017 veröffentlichte sie ihr viertes Studioalbum, Renaissance; im Trio mit dem Akkordeonisten Zbyszek Chojnacki und wiederum Krzysztof Gradziuk erkundete sie liturgische Gesänge der Renaissance (etwa von Mikołaj Radomski, Wacław Szamotulski und Joannis de Lublin) mit Mitteln der zeitgenössischen Improvisation. Auf ihrem fünften Album Mysterium lunae (2018) arbeitete sie wieder mit dem RGG Trio sowie der Cellistin Annemie Osborne. Sie wurde dafür für den Fryderik als „Künstlerin des Jahres“ nominiert. Sie ist weiterhin auf Alben von Kazik Staszewski, der Grupa Skiflowa Zacier, Lora Szafran, Patryk Zakrocki und Aleksandra Kutrzepa zu hören.
Gadt lehrt als Dozentin am Jazzinstitut der Musikakademie Karol Szymanowski in Katowice. 2009 wurde sie Dirigentin des Jazz City Choir, auf dessen gleichnamigem Album von 2012 sie auch als Solistin zu hören ist.

## Preise und Auszeichnungen
Gadt hat sowohl als Studentin als auch nach ihrem Abschluss zahlreiche Preise gewonnen: Sie erhielt den Hauptpreis beim International Jazz Vocalist Meetings (2001) und dem XXXII Old Jazz Meeting (2002). 2006 erhielt sie den Hauptpreis beim internationalen Jazz-Sängerwettbewerb beim Jazz Stuggle Festival. 2007 wurde sie beim Festival Jazz nad Odrą in Breslau und 2011 beim Musikstudio Agnieszka Osiecka des Polnischen Rundfunks ausgezeichnet. In der Zeitschrift Jazz Forum kam sie 2017 auf den 2. Platz als Sängerin des Jahres 2017.